# Język nkoya
Język nkoya – język z rodziny bantu używany na terenie Zambii. Może być jednym z języków luba z grupy luban. W 2006 roku mówiło nim 146 tys. osób.
J. F. Maho w pracy z 2009 roku rozważa podniesienie należących tu odmian (mbwera, kolwe, shangi, shasha i nkoya właściwy) do rangi osobnych języków w kontinuum językowym nkoya.